# Flexión (anatomía)

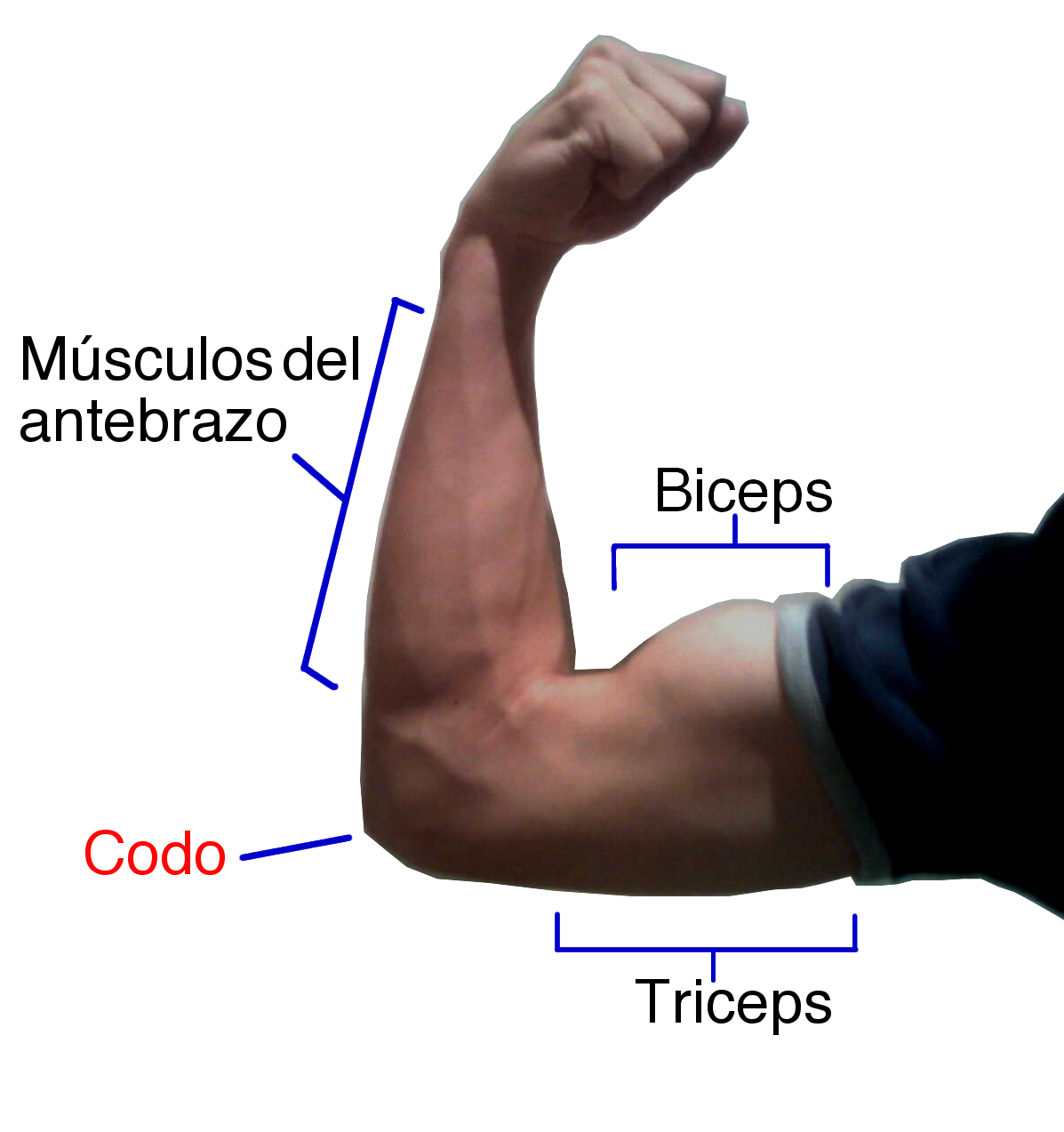
Músculo bíceps braquial flexionado.

La flexión es uno de los movimientos básicos del ser humano, por el cual los huesos u otras partes del cuerpo se aproximan entre sí en dirección anteroposterior, paralela al plano sagital.
La flexión es consecuencia de la contracción producida por los impulsos nerviosos, de uno o más músculos flexores. Por ejemplo, el bíceps braquial contraído aproxima el antebrazo al hombro.
El movimiento opuesto a la flexión es la extensión, la cual se produce gracias a la acción de los músculos extensores, que actúan como antagonistas de los músculos flexores durante la flexión. Por ello, al contraerse el bíceps braquial, se extiende el tríceps braquial, y viceversa.
Los músculos van siempre en pareja, solo pueden contraerse, por lo cual el otro se contrae para estirar este.